# 東京慈恵会
公益社団法人東京慈恵会（こうえきしゃだんほうじん とうきょうじけいかい）は、東京都港区西新橋3丁目25番8号に本拠を置く公益社団法人。総裁は寬仁親王妃信子。
東京慈恵会が運営する慈恵看護専門学校は、その沿革において学校法人慈恵大学との関連が深いが、今日では法人を別にしており、同学校法人立の教育・医療施設である東京慈恵会医科大学・同大学附属4病院・2看護専門学校とは設置者が異なる。

## 概要
1949年に制定された私立学校法によって私立学校の設置者は「学校法人」でなければならなくなったが、それ以前は、東京慈恵会が東京慈恵会医科大学および同大学附属東京病院（現・東京慈恵会医科大学附属病院）・同大学附属東京病院看護婦養成所（現・慈恵看護専門学校）を運営していた。今日では、東京慈恵会医科大学および東京慈恵会医科大学附属病院については、学校法人慈恵大学が設置者である。慈恵看護専門学校も、一時は学校法人慈恵大学に移管されていたが、後に東京慈恵会のもとに戻っている。
慈善病院として発足した当初の有志共立東京病院は、皇室や貴族などによる婦人慈善会の支援を受け、また、「慈恵」という名を昭憲皇太后（当時明治天皇の皇后）より賜った名前であることから、皇室との縁が深く、伝統的に東京慈恵会の総裁には女性皇族が就任している。

## 歴史
＜主な出典：＞
- 1882年8月 高木兼寛が有志共立東京病院を開院。
- 1887年4月 皇后（のち昭憲皇太后）を総裁に迎え「慈恵」の名を賜り、病院名が東京慈恵医院へ改称。
- 1907年7月 「社団法人東京慈恵会」設立。病院名が東京慈恵会医院へ改称。
- 1922年2月 高木兼寛が個人的に設立していた東京病院の運営が東京慈恵会に移り、同病院名が社団法人東京慈恵会附属東京病院へ改称。
- 1949年～1951年 私立学校法の制定に伴い、社団法人が学校の設置を行えなくなることから、東京慈恵会医科大学など学校の運営を学校法人慈恵大学に移管。同時に、大学病院を学校法人慈恵大学に無償貸与する[5]。
- 1955年3月 慈恵高等看護学院（現・慈恵看護専門学校）の運営が学校法人慈恵大学より社団法人東京慈恵会に移管。
- 2012年4月 公益社団法人へ移行（同年3月21日 東京都認定[6]）。

## 歴代総裁・会長
＜出典：＞

### 歴代総裁（社団法人東京慈恵会設立以降）
| 代数  | 人物                     | 在任時期                        | 備考                                                         |
| ----- | ------------------------ | ------------------------------- | ------------------------------------------------------------ |
| 初 代 | 有栖川宮威仁親王妃慰子   | 1907年07月04日 - 1923年06月30日 | 社団法人設立前： 東京慈恵医院幹事長（1896年4月 - 1907年7月） |
| 第2代 | 竹田宮恒久王妃昌子内親王 | 1923年12月14日 - 1940年03月08日 |                                                              |
| 第3代 | 高松宮宣仁親王妃喜久子   | 1940年09月24日 - 1976年         | 東京慈恵会名誉総裁に就任 （1976年4月 - 1992年）              |
| 第4代 | 寬仁親王妃信子           | 1992年09月08日 - 現職           |                                                              |

### 歴代会長
| 代数  | 人物       | 在任時期                        | 出身、前職等                                     | 備考                                                       |
| ----- | ---------- | ------------------------------- | ------------------------------------------------ | ---------------------------------------------------------- |
| 初 代 | 徳川家達   | 1907年07月19日 - 1940年06月05日 | 徳川宗家第16代当主                               |                                                            |
| 第2代 | 大久保利武 | 1940年10月02日 - 1943年07月13日 | 元大阪府知事、元貴族院議員 （ 大久保利通の三男） |                                                            |
| 第3代 | 徳川家正   | 1943年07月22日 - 1963年02月18日 | 徳川宗家第17代当主                               |                                                            |
| 第4代 | 浅野長武   | 1963年03月05日 – 1969年01月03日 | 東京国立博物館館長在職中に兼任                   |                                                            |
| 第5代 | 樋口一成   | 1969年 - 1975年                 | 東京慈恵会医科大学第6代学長                      |                                                            |
| 第6代 | 名取禮二   | 1976年04月21日 - 2006年         | 東京慈恵会医科大学第7代学長                      | 東京慈恵会名誉会長に就任 （2006年4月1日 – 2006年11月20日） |
| 第7代 | 徳川恒孝   | 2006年04月01日 - 2022年5月以前  | 徳川宗家第18代当主                               | [ 11 ]                                                     |
| 第8代 | 高木公寛   | 2022年05月以前 - 現職           | 創始者高木兼寛の曽孫                             |                                                            |